# Francisco Escalada (músico)
Francisco Escalada (¿? - Madrid, 31 de enero de 1680) fue un compositor y maestro de capilla español.

## Vida
Se desconoce por completo el origen y la formación de este maestro de capilla.
Las primeras noticias que se tienen son de su magisterio en la Catedral de León en 1658, del que tampoco hay más noticias. El maestro Miguel Gómez Camargo había dejado su magisterio en León en 1654, por lo que es posible que Escalada se encontrase en la Catedral desde esa fecha ejerciendo el cargo, pero no se sabe si hubo un maestro intermedio o si el nombramiento se retrasó. Tampoco se sabe la fecha de su partida, ya que Matías Ruiz, el siguiente maestro del que se tienen noticias, solo es mencionado en 1665.
Tres años más tarde, en 1661, aparece desempeñando el cargo de maestro de música del colegio de los Niños Cantorcicos de la Corte en Madrid con un salario de 200 ducados. Se presume que ejerció esta función durante una década, hasta que en 1671 fue ascendido a teniente de maestro del colegio, un cargo que conllevaba un considerable aumento salarial, alcanzando los 700 ducados anuales; el cargo representaba una especie de vicemagisterio para el maestro de capilla de la Capilla Real de Madrid, Carlos Patiño. Entre las responsabilidades asociadas a este nombramiento se encontraba la obligación de residir en el propio colegio, un requisito que Escalada pudo cumplir gracias a su ordenación sacerdotal.
El 5 de septiembre de 1675 fallecía el maestro Patiño y poco después Escalada era nombrado maestro interino en su lugar, como era costumbre para el teniente de maestro. El maestro Cristóbal Galán, en ese momento maestro del Monasterio de las Descalzas Reales de Madrid, se ofreció para el cargo poco después, pero tuvo dificultades para conseguir el cargo. Galán sufrió la oposición del patriarca de las indias, Antonio de Benavides y Bazán, y de la abadesa de las Descalzas Reales, que pretendía mantener a su maestro. También hubo oposición por parte de los músicos de la Capilla Real, que consideraban que el nuevo candidato «que estaba ayer enseñando a los negros de Su Majestad». Finalmente Escalada permaneció de interino hasta 1680, falleciendo el 31 de enero de 1680, cuando se nombra maestro a Galán.
Durante su interinidad, Escalada consiguió una serie de privilegios sobre los obispados de Segovia y Sigüenza. También fue encargado de la censura de El porqué de la música (1672) de Andrés Lorente como maestro de la Capilla Real.

## Obra
No se han conservado composiciones seglares de Escalada. Sus obras eclesiásticas son de «melodías sencillas, de ritmo simple y generalmente silábico».
En español:
- Al galeón de la fe, villancico a 8 voces y acompañamiento, Monasterio del Escorial;
- Al galeón del amor, villancico a 8 voces y acompañamiento, Biblioteca de Cataluña;
- Vengan a esta mesa, donde el amor convida, villancico a 4 voces y acompañamiento, Catedral de Sevilla;
- Ventecillo bullidor, villancico a 6 voces y acompañamiento, Catedral de Valladolid;
- Callen dos jilguerillos, a 2 voces y acompañamiento, Biblioteca de Cataluña y Catedral de Guatemala;
- Albricias, prados, a 2 voces y acompañamiento, Biblioteca Nacional de España;
- Lixera llave que al puerto, tono a 4 voces y acompañamiento, Biblioteca Nacional de España.

En latín:
- Beatus vir qui timet, salmo a 6 voces y acompañamiento, Catedral de Bogotá;
- Parce mihi, salmo a 8 voces, Catedral de Valladolid;
- Lauda Sion, secuencia a 8 voces, Monasterio de Montserrat.